# Generalhandel
Als Generalhandel gelten jene Vorgänge, bei denen Waren und Dienstleistungen die Landesgrenzen eines Staats überschreiten.
Dabei ist zu beachten, dass die Überschreitung einer Landesgrenze nicht sofort auch die Überschreitung der Zollgrenze bedeutet. Die Waren können auch in Zollfreigebiete, Zoll-Lager oder Freihafen-Lager geliefert werden, können dort veredelt oder bearbeitet werden, um anschließend zum Weitertransport bereitzustehen.
Dieser Transport kann dann nur über die Zollgrenze (Inland) oder über eine weitere Landesgrenze (Ausland) erfolgen.
Beim Generalhandel wird nur das Überschreiten der Landesgrenzen registriert, somit gelten folgende Vorgänge als Generalhandel:
1. auf der Ausfuhrseite (Export):
  - die Ausfuhr aus einem Zollgebiet (Landes- und Zollgrenze werden überschritten)
  - die Ausfuhr von Waren aus Zollfreigebieten bzw. von Waren, die sich in Zoll-Lagern und Freihafen-Lagern befinden (Nur Landesgrenze wird überschritten, Ware wird im Zollfreigebiet gelagert/veredelt und dann wieder exportiert).
2. auf der Einfuhrseite (Import):
  - die Einfuhr in das Zollgebiet (Landes- und Zollgrenze werden überschritten)
  - die Einfuhr in ein Zollfreigebiet, Zoll-Lager oder einen Freihafen
  - nicht die Einfuhr aus Zollfreigebieten, Zoll-Lagern oder Freihäfen in das Zollgebiet